# Nyíregyházi Ridens Szakgimnázium, Szakközépiskola, Szakiskola, Készségfejlesztő Iskola és Kollégium
A Nyíregyházi RIDENS Gimnázium, Szakgimnázium, Szakiskola és Kollégium  egy fogyatékkal élő fiatalokat képző iskola Nyíregyházán. Az intézmény egy száz évnél is idősebb, mindig iskola céljára használt régi és új teljesen akadálymentesített épületekben működik a belvárosban.

## Története
A szakképző és speciális szakképző iskola 1997 évben kezdte meg a működését egy komplex szakképző, rehabilitáló és foglalkoztató program keretében. A kormányhatározattal is támogatott program arra a felismerésre épült, hogy Magyarországon több tízezerre tehető azoknak a 14–25 éves fiataloknak a száma, akik egészségkárosodásuk miatt nem szerezhettek szakmai képesítést, így az önálló életvitelük nem biztosított, nem lehetnek autonóm személyek, eltartásra szorulnak; illetve hogy a közoktatási intézményrendszer addigi infrastrukturális feltételei nem teremtették meg számukra az akadálymentes tárgyi és védett pedagógiai körülményeket, a rehabilitációt és a munkaerő-piaci elhelyezkedés támogatását.
Az iskolában kollégiumi ellátás mellett 200 megváltozott egészségi állapotú diák tanulhat. Felvehetőek a 14–25 év közötti tanulásban akadályozott, hallás-, látás-, mozgássérült, autista, valamint halmozottan sérült fiatalok. Az iskolai oktatást rehabilitációs fejlesztés egészíti ki.
Az intézmény megnevezése előbb Nemzeti Gyermek és Ifjúsági Közalapítvány Szakképző Iskolája, Speciális Szakiskolája és Kollégiuma volt,
majd 2009. szeptember 1-től RIDENS Szakképző Iskola, Speciális Szakiskola és Kollégium. Székhelye 2010-ig Nyíregyházán volt, 2011-től Balassagyarmaton. Az intézményt 2016. szeptember 1-én újraalapították Nyíregyházi székhellyel.
Az Akadálymentes Tanulásért Alapítvány az iskola állandó támogatója 2009 óta.

## Logója
Egy kék, mosolygó arcocska, akinek bal szeme Magyarország 

## Az iskola fenntartói
- 1997. és 2011. július 31. között a Nemzeti Gyermek és Ifjúsági Közalapítvány
- 2011. augusztus 1. és 2014. december 31. között a Fogyatékos Személyek Esélyegyenlőségéért Közhasznú Nonprofit Kft.
- 2015. január 1. és 2016. augusztus 31 között a Klebelsberg Intézményfenntartó Központ
- 2016.szeptember 1. óta Klebelsberg Intézményfenntartó Központ Nyíregyházai Tankerülete

## Tagozatok a 2021/22-es tanévben
gimnázium
- 4 évfolyamos gimnáziumi kerettanterv szerint

szakiskola
- családellátó

- kerékpárszerelő

- parkgondozó
- háztartásvezető
- számítógépes adatrögzítő
- kerti munkás

## Hagyományok, jó gyakorlatok
„Gépírás maraton”
Az intézményben 2005 óta rendezik meg évente egy alkalommal a Gépírás maratont. Ilyenkor a tanulók csapatokba szerveződve versenyeznek egymással mind az egyéni, mind pedig a csapatteljesítmény szintjén. Minden csapat külön „munkahelyen” dolgozik, s 30 percenként egy percen belül váltják egymást az egyes csapattagok az előzetes beosztás alapján. Az előző éves statisztikák alapján folyamatosan összehasonlítják a résztvevők az eddigi teljesítményüket, illetve fejlődésük mértékét.
“Bújj a bőrömbe!”
A jó gyakorlat céljai az épekkel megismertetni a fogyatékkal élők élethelyzeteit, növelve ez által az empátiát, segítőkészséget és a társadalmi integrációt. Az egészséges diákok a saját bőrükön tapasztalhatják meg, hogy milyen egyéni szükségleteik vannak a különböző fogyatékkal élő társaiknak.
„Örökös Ökoiskola”
Az iskola 2009. májusában kapta meg először az „Ökoiskola”, 2015-ben az „Örökös Ökoiskola” címet. A cím elnyerése előtt is folyamatosan tevékenykedett a környezetvédelem szellemében, de utána tudatosabban és több programmal gazdagították repertoárjukat. 

## Igazgatók
- 1997–2008 Rácz Sándor
- 2008–2010 Sum Ferenc mb.
- 2010–2016 Siketné Zsiga Judit
- 2016–         Fekete Marianna